# Moschea di Khalid ibn al-Walid
La Moschea di Khalid ibn al-Walid (in arabo مَسْجِد خَالِد ٱبْن ٱلْوَلِيد‎?, Masjid Ḵālid ibn al-Walīd) si trova in Siria, a Homs, sita in un parco lungo Hama Street in ash-Shuhada Square. Essa è dedicata a Khalid ibn al-Walid, un comandante militare arabo che guidò la conquista islamica della Siria nel settimo secolo, a seguito della decisiva battaglia dello Yarmuk, che pose fine al dominio bizantino in Siria.
Questo mausoleo coperto da una cupola si trova in un angolo della sala di preghiera e servì come centro di pellegrinaggi. Due alti minareti, con strette gallerie costruite con file alternate orizzontali di pietra bianca e nera, si trovano agli angoli nordovest e nordest e riflettono lo stile dell'architettura islamica tradizionale del Levante.

## Ubicazione

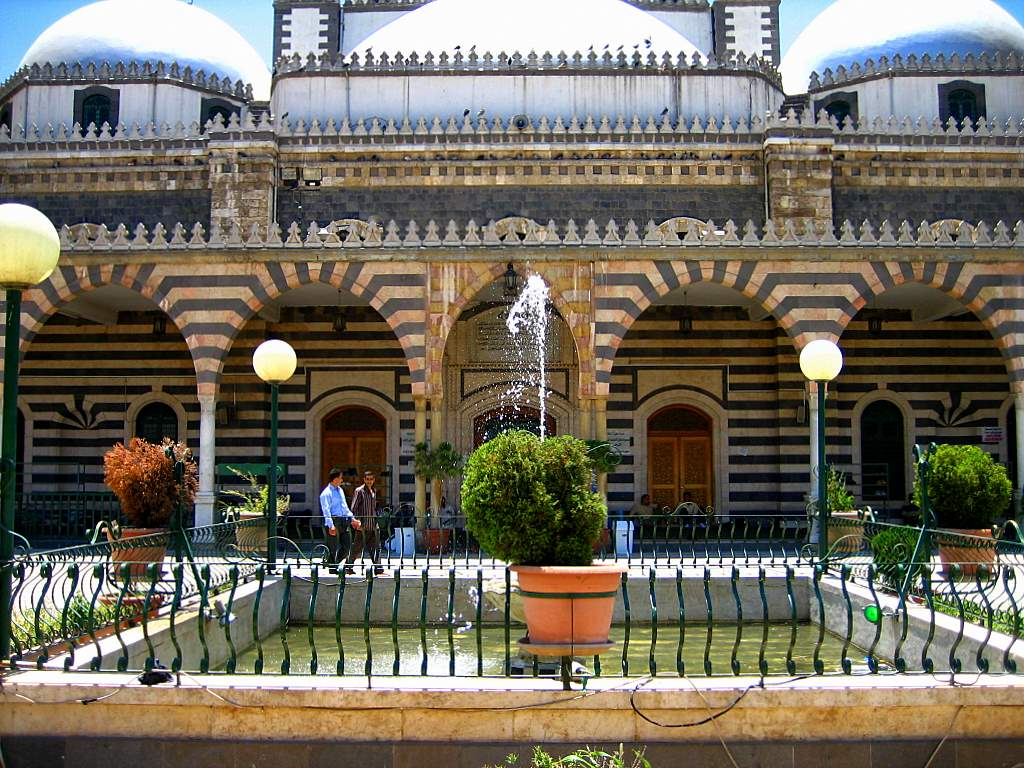
La corte della moschea che riflette lo stile architettonico di Mamluk

La moschea si trova nel distretto di Khaldiya di Homs, la terza città per dimensioni della Siria, in un parco lungo Hama Street circa 500 metri a nord di Shoukri al-Quwatli Street (Homs), 400 metri a sudovest dell'Ospedale Nazionale e a 300 metri dal souk a ash-Shouhada Square.
Fondamenti
Il Sultanato mamelucco de Il Cairo, in pietra lavorata in stile ablaq si trova nella corte. Il vecchio cimitero, che allo stesso tempo circondava la moschea, è stato spostato e al suo posto è stato realizzato un ampio giardino.

## Storia
Si presume che una piccola moschea fosse stata costruita adiacente al mausoleo di Khalid ibn al-Walid nel 7º secolo. L'attuale cappella che contiene la tomba di Khalid data dall'11º secolo, ed è considerata un "significativo centro di pellegrinaggio."
Numerose fonti rivelano che la moschea di Khalid ibn al-Walid era in origine costruita intorno al mausoleo di Khalid durante il regno del sultano mamelucco al-Ashraf Khalil nel 1265.
Il fabbricato fu successivamente restaurato durante il regno del sultano mamelucco al-Ashraf Khalil nel 1291. Secondo la tradizione locale, quando Tamerlano invase la Siria all'inizio del 15º secolo, risparmiò Homs dalla distruzione poiché in essa vi erano la moschea e il mausoleo di Khalid ibn al-Walid, che egli teneva in grande riguardo alla luce del ruolo avuto da Ibn al-Walid's come compagno del profeta Islamico Maometto e comandante dell'esercito arabo musulmano che conquistò la città di Damasco e la Siria bizantina.
Attraverso i secoli 17º e 18º, durante il dominio ottomano, la famiglia Dandan, il più eminente clan della tribù araba Bani Khalid, tenne banco nelle quote di introiti sul mausoleo e la moschea. I Bani Khalid sostenevano di discendere da Ibn al-Walid e le tribù collegate che parteciparono alla conquista della Siria sotto il suo comando. Comunque, la loro pretesa ascendenza era già stata previamente confutata dallo storico della era mammelucca al-Qalqashandi.
L'attuale moschea fu eretta all'inizio del XX secolo, sebbene alcune fonti sostengono che essa dati dal tardo 19º secolo. Nazim Hussein Pasha, l'ottomano governatore della Siria tra il 1895 e il 1909, durante il regno del sultano Abd al-Hamid II, ordinò la demolizione della moschea dell'era mamelucca per restaurarla. La restaurazione fu completata nel 1912, dopo la fine del governatorato di Hussein Pasha. Quindi, l'attuale moschea Khalid ibn al-Walid è di relativamente recente costruzione ed è nota per il suo stile architettonico ottomano. Secondo lo storico David Nicolle, la costruzione della moschea da parte del governo ottomano fu un tentativo di mantenere la fedeltà dei crescenti in numero abitanti arabi della Siria. In anni successivi Khalid fu ritenuto un eroe e il simbolo del nazionalismo arabo.

### Era moderna
Nel 2007, le attività nella moschea furono organizzate dagli sceicchi Haytham al-Sa'id e Ahmad Mithqan. Furono emessi francobolli con la rappresentazione della moschea con numerose denominazioni.
La moschea Khalid ibn al-Walid è stata un simbolo dei ribelli antigovernativi durante la Guerra civile siriana. Secondo il The New York Times, le forze di sicurezza siriane uccisero 10 dimostranti che partecipavano alla processione di un funerale mentre lasciavano la moschea il 18 luglio 2011. La moschea, che il governo siriano ritenne che fosse stata trasformata dai ribelli in un "deposito di armi e munizioni", fu abbandonata dai ribelli il 27 luglio 2013. Bombardamenti da parte delle forze governative danneggiarono la tomba di Khalid all'interno della moschea. A seguito della sua conquista da parte dell'esercito siriano, mezzi di comunicazione ufficiali mostrarono i pesanti danni all'interno della moschea, comprese alcune parti bruciate, e la porta della tomba distrutta. Essa fu riaperta dal leader ceceno Ramzan Kadyrov che riparò la moschea.

## Architettura
La moschea è in stile ottomano: essa contiene un vasto cortile e i "muri sono decorati con bande orizzontali alternantesi in pietra nera e bianca", i.e., Ablaq. Essa si distingue per i suoi due alti muri, i minareti in pietra bianca, che hanno strette gallerie costruite in pietre bianche e nere, disposte in righe orizzontali alternate. Situate agli angoli nordovest e nordest del fabbricato, essi riflettono uno stile di tradizionale architettura islamica del Levante.  I minareti e le cornici delle finestre sono fatte di white calcare bianco. La cupola centrale del fabbricato è metallica di colore argenteo e riflette la luce solare. Essa è sostenuta da quattro colonne massicce, erette nel Sultanato mamelucco de Il Cairo. In aggiunta alla grande cupola centrale, ve ne sono altre nove piccole.
Un'ampia sala di preghiera costituisce gran parte dell'interno. I muri sono fatti di pietra basaltica, un tipo di materiale molto facilmente reperibile a Homs. Il mausoleo di Khalid ibn al-Walid è in un angolo. La tomba di Khalid contiene una cupola adorna e interni che illustrano le più di 50 battaglie da lui vinte. Suo figlio è sepolto accanto a lui. Un sarcofago in legno inciso con iscrizioni cufiche citanti il Corano è stato posto sulla tomba di Khalid. Durante il restauro, il sarcofago è stato spostato nel Museo Nazionale di Damasco.
Un angolo della moschea comprende anche un piccolo sarcofago coperto in stoffa verde, che si ritiene sia la tomba di Ubayd Allah ibn Umar.